# This Song
This Song è un brano musicale di George Harrison, pubblicato nel suo album Thirty-Three & 1/3 del 1976. Fu il primo singolo estratto dal disco e raggiunse la posizione numero 25 negli Stati Uniti, ma, come anche gli altri tre singoli estratti dall'album, non entrò in classifica in Gran Bretagna.
Si tratta di una canzone che ironizza sul celebre caso di plagio che coinvolse George Harrison e la sua My Sweet Lord.

## Il brano

### Composizione e registrazione
Il branno venne scritto dopo la settimana nella quale il chitarrista stette in un'aula giudiziaria per convincere, senza successo, i giudici che la sua canzone My Sweet Lord del 1970 non era un plagio intenzionale del singolo He's So Fine delle Chiffons. Per quanto detto da Harrison, i querelanti trascrissero su uno spartito i due pezzi, per provare la loro denuncia. Questo comportamento insospettì l'ex-Beatle, tanto da spingerlo a scrivere sulla sua autobiografia, I, Me, Mine, di pensare che gli spartiti fossero stati falsificati. Dopo aver perso il caso, venne composto il pezzo. Il brano presenta, tra i musicisti, anche Billy Preston al pianoforte, all'organo ed al sintetizzatore, una parte parlata di Eric Idle ed un assolo di sassofono suonato da Tom Scott.

### Pubblicazione
Il brano apparve come quarta traccia del lato A dell'LP Thirty-Three & 1/3. Inoltre, venne anche pubblicata come singolo, con al lato B Learning How to Love You, brano conclusivo del 33 giri dal quale ambedue i pezzi sono stati estratti; Thirty-Three & 1/3 venne pubblicato il 19 novembre 1976, mentre il 45 giri, il primo pubblicato dalla Dark Horse Records, aveva il numero di serie K 16856 e fu pubblicato il 15 dello stesso mese. Se il singolo non entrò nelle classifiche inglesi, arrivò alla 25ª posizione della classifica di Billboard Hot 100, alla 30ª nei Paesi Bassi ed in Canada ed alla 44ª in Francia.

## Video
Per il brano, è stato realizzato un videoclip. Questo, classificatosi alla 1ª posizione dei 5 migliori video musicali di George Harrison secondo hubpages.com, mostra il musicista in un'aula giudiziaria, dove sono presenti numerosi "ospiti speciali", fra cui Jim Keltner, Tom Scott e Ron Wood (vestito da donna); inoltre, in alcuni momenti appaiono degli strumenti, fra cui un pianoforte, che la dattilografa del processo finge di suonare. Il video è stato incluso nel DVD del box-set The Dark Horse Years 1976-1992; il pezzo, assieme a tutto Thirty-Three & 1/3, compare anche come traccia musicale nella raccolta.